# Dragon gallois
« Dragon Rouge (symbole) » redirige ici. Pour les autres significations, voir Dragon rouge.

Y Ddraig Goch, le dragon rouge.

Le dragon gallois (en anglais : the Welsh Dragon), également dénommé dragon rouge (en gallois : y Ddraig Goch, traduit en anglais par the Red Dragon), est une créature légendaire du pays de Galles. C'est l'un des symboles du pays, et il figure sur le drapeau national, qui porte son nom.

## Histoire
Aux IIIe et IVe siècles, les troupes des occupants romains portent l'emblème d'un dragon sur leurs étendards. Après le départ des Romains, les monarques celtes du royaume de Gwynedd utilisent cette image comme symbole de leur autorité au Ve siècle. Le nom d'Arthur Pendragon est dérivé de ces étendards,. 

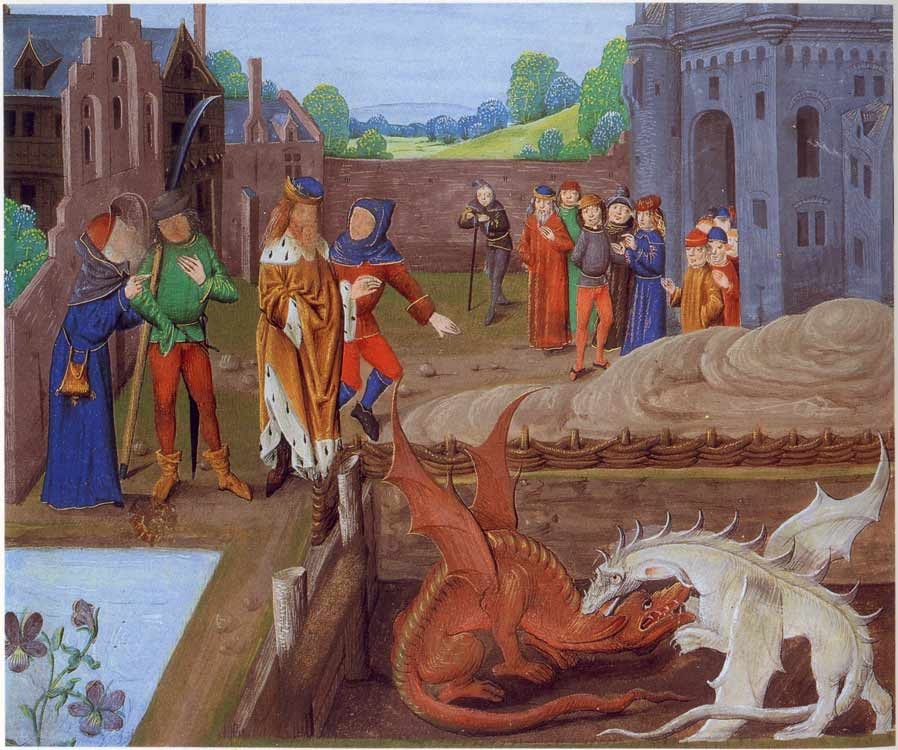
Vortigern témoin de la lutte entre le dragon rouge et le dragon blanc. Illustration issue du Historia regum Britanniae.

Vers 820, l'historien Nennius relate dans son Historia Brittonum que le dragon rouge est le symbole des Gallois. 
En 1066, les housecarls saxons, hommes de la garde personnelle du roi Harold, armés de grandes haches, se massent autour de la bannière royale, un dragon rouge surnommé « le Ravageur du monde » à la bataille de Hastings contre le duc Guillaume dit le Conquérant après sa victoire (L’Histoire de France en bande dessinée, éditions Larousse, tome 3, page 186).
Dans les années 1120, Geoffroy de Monmouth, dans son Historia regum Britanniae, associe le dragon rouge aux légendes arthuriennes : l'enfant Merlin avertit le roi Vortigern de la présence de deux dragons sous les fondements de son château en construction, à Dinas Emrys. Une excavation met au jour un dragon rouge et un dragon blanc, qui alors se combattent. Merlin présente le dragon rouge comme représentant les Gallois, et le dragon blanc comme représentant les Anglo-Saxons, le peuple germanique installé dans la partie de Grande-Bretagne à l'est du pays de Galles,.
Vers 1400, le prince gallois Owain Glyndŵr utilise l'étendard du dragon lors de sa révolte contre la Couronne d'Angleterre. En 1485, les troupes du prétendant Henri Tudor, d'origine galloise, portent le drapeau au dragon lors de leur victoire contre le roi anglais Richard III à la bataille de Bosworth. Devenu roi d'Angleterre sous le nom de Henri VII, Henri Tudor, fondateur de la maison Tudor, inclut le dragon rouge gallois dans ses armoiries.
Le drapeau au dragon rouge connaît un regain de popularité au début du XXe siècle, et ce symbole est déployé lors de l'investiture d'Édouard, prince de Galles, en 1911 à Caernarfon. En 1959, le drapeau est officiellement adopté, sous sa forme actuelle, comme drapeau de la principauté. C'est aujourd'hui un symbole national populaire et couramment utilisé au pays du Galles,.

## Galerie

Armoiries de Henri Tudor au XVe siècle.
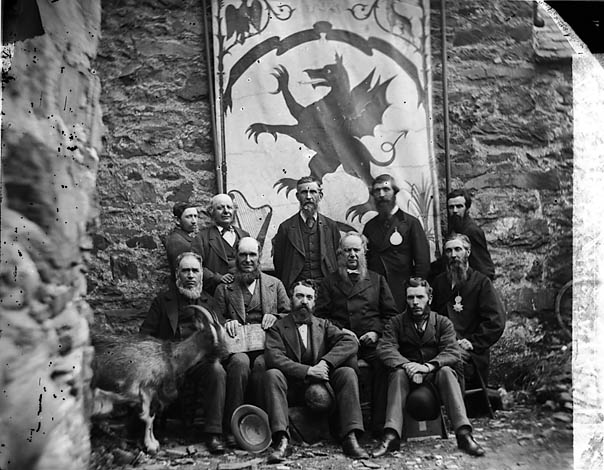
La bannière au dragon, à Llanrwst dans les années 1870.
Le drapeau du pays de Galles.
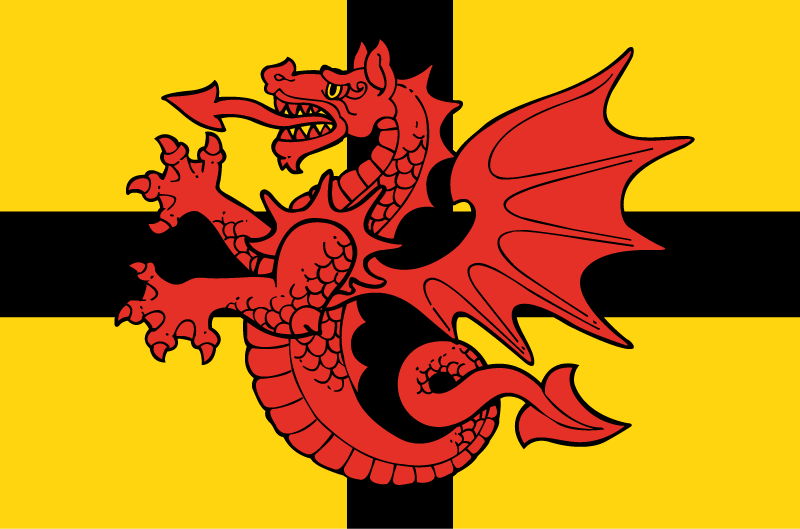
Le drapeau du Trégor, pays historique de Bretagne
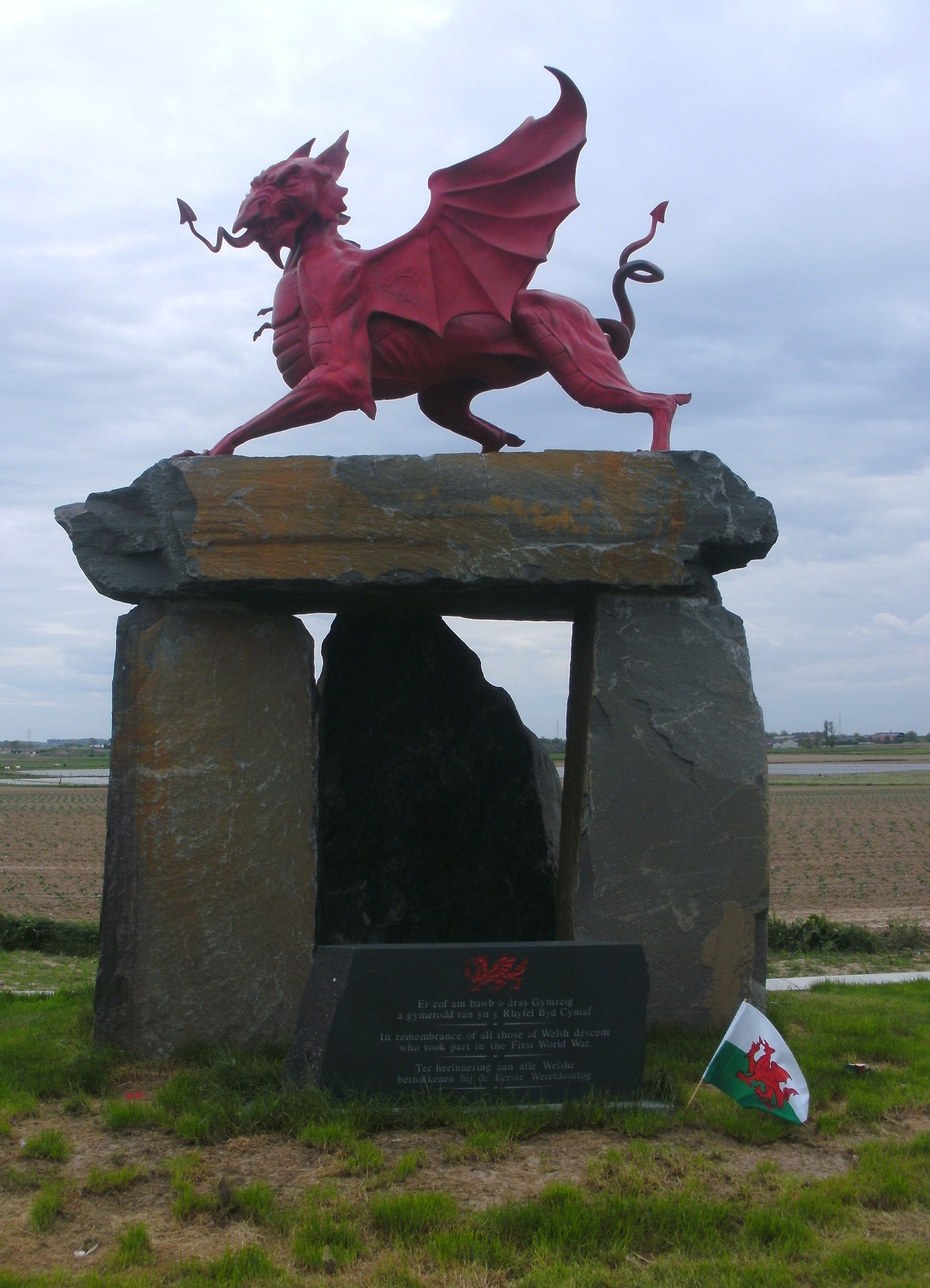
Le dragon au parc commémoratif gallois (en) à Ypres.
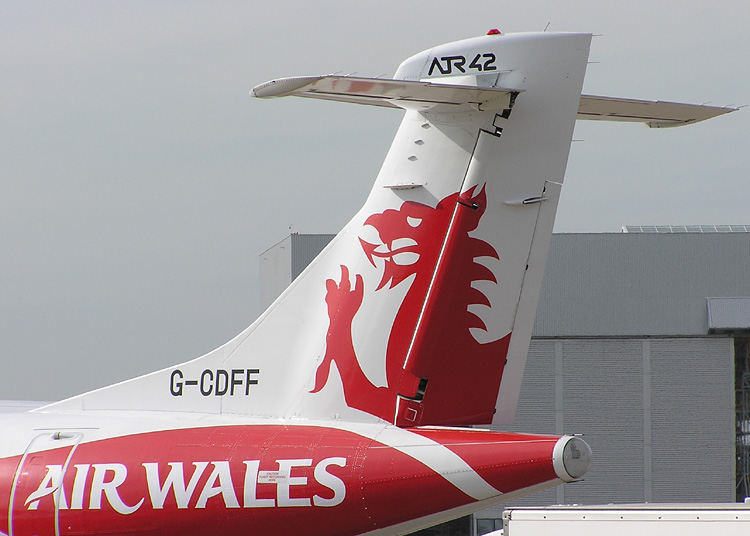
Le dragon sur un avion d’Air Wales.